# Dieter Bouvry
Dieter Bouvry (Roulers, 31 de julio de 1992) es un ciclista belga que fue profesional entre 2013 y 2019.
En septiembre de 2019 anunció su retirada como profesional por falta de motivación para seguir compitiendo.

## Palmarés
2016
- París-Chauny

2017
- Tour de la Reconciliación de Costa de Marfil

## Equipos
- Etixx-iHNed (2013)
- Roubaix-Lille Métropole (2015-2016)
- Pauwels-Vastgoedservice (2017)
- Cibel (2018-2019)
  - Cibel-Cebon (2018)
  - Cibel (2019)